# Castiarina colligens
Castiarina colligens es una especie de escarabajo del género Castiarina, familia Buprestidae. Fue descrita científicamente por Kerremans en 1890.